# Chaceon fenneri
Chaceon fenneri är en kräftdjursart som först beskrevs av Manning och Lipke Bijdeley Holthuis 1984.  Chaceon fenneri ingår i släktet Chaceon och familjen Geryonidae. Inga underarter finns listade i Catalogue of Life.

## Bildgalleri

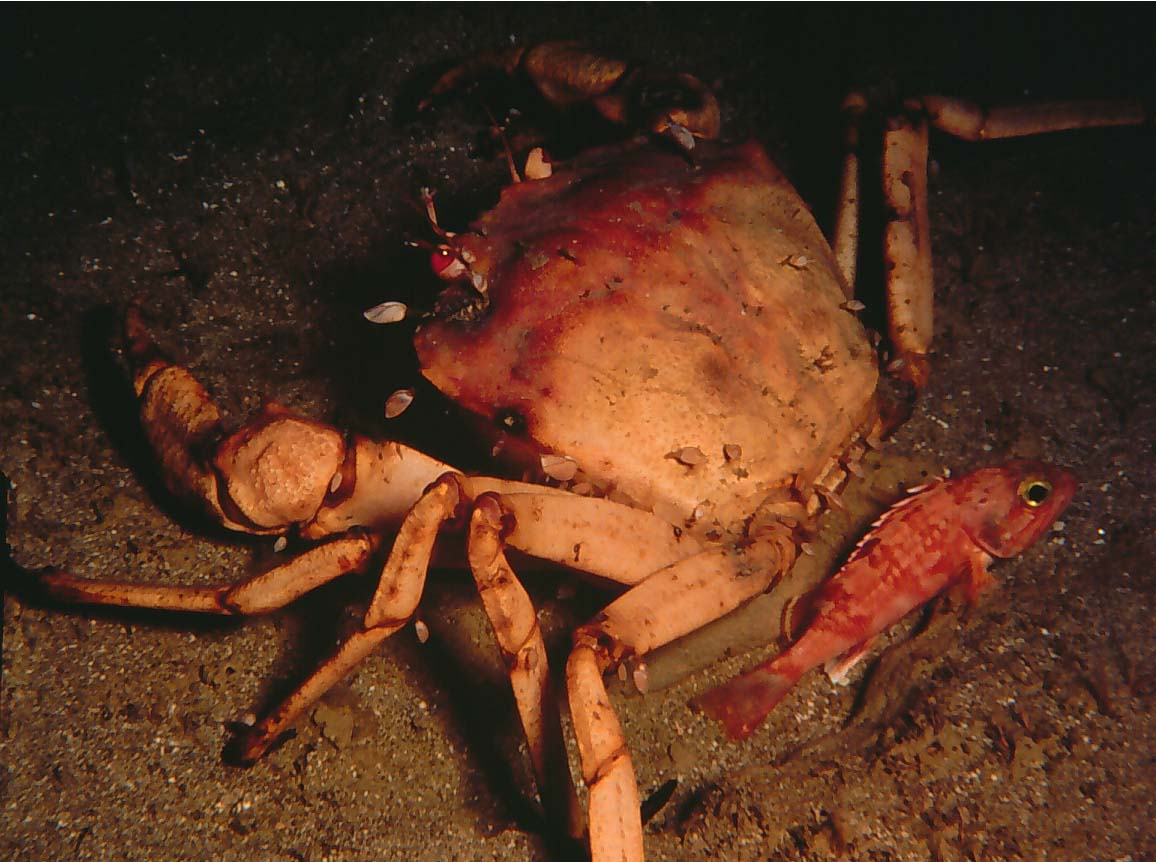